# Babczów
Babczów [pronunciación en polaco: /ˈbapt͡ʂuf/] es un pueblo ubicado en el distrito administrativo de Gmina Kobiele Wielkie, dentro del Distrito de Radomsko, Voivodato de Łódź, en Polonia central. Se encuentra aproximadamente a 5 kilómetros al noreste de Kobiele Wielkie, a 16 kilómetros al este de Radomsko, y a 81 kilómetros al sur de la capital regional Łódź.